# Leichtathletik-Weltmeisterschaften 2009/5000 m der Männer

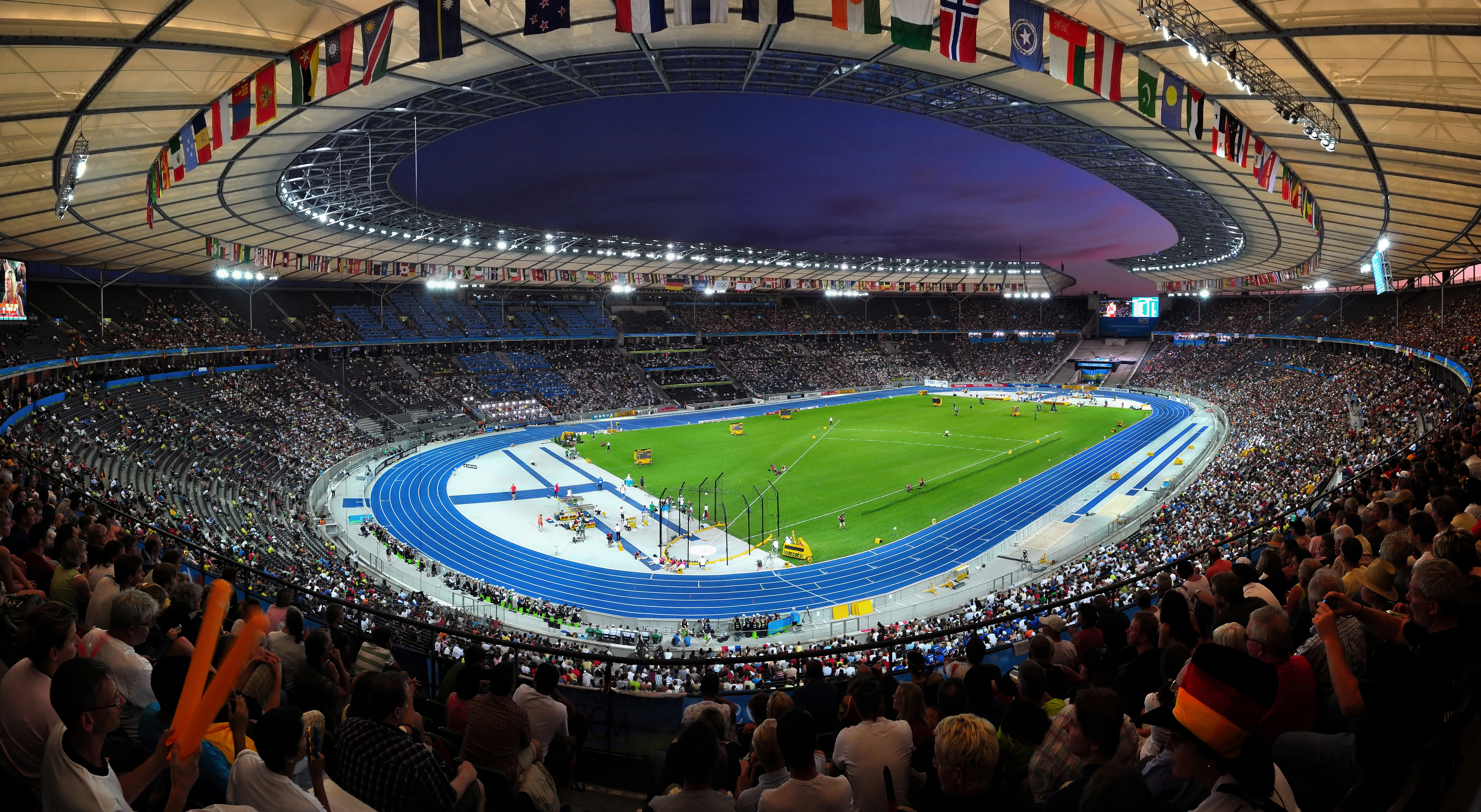
Das Berliner Olympiastadion während der Leichtathletik-Weltmeisterschaften

Der 5000-Meter-Lauf der Männer bei den Leichtathletik-Weltmeisterschaften 2009 wurde am 20. und 23. August 2009 im Olympiastadion der deutschen Hauptstadt Berlin ausgetragen.
Weltmeister wurde der in diesen Jahren klar dominierende Langstreckler Kenenisa Bekele aus Äthiopien, der seine größten Erfolge allerdings auf der 10.000-Meter-Strecke errungen hatte. Dort war er zweifacher Olympiasieger (2004/2008), dreifacher Weltmeister (2003/2005/2007) und Weltrekordinhaber. Hier in Berlin hatte er sechs Tage zuvor außerdem seinen vierten WM-Titel auf dieser langen Bahndistanz gewonnen. Über 5000 Meter war er aktueller Olympiasieger, Olympiazweiter von 2004, WM-Dritter von 2003, zweifacher Afrikameister (2006/2008) und Inhaber des Weltrekords.

Silber ging an den US-amerikanischen Doppelweltmeister von 2007 über 1500 und 5000 Meter Bernard Lagat, der darüber hinaus – jeweils über 1500 Meter – 2000 Olympiadritter und 2004 Olympiazweiter war. Hier in Berlin hatte er vier Tage zuvor außerdem Bronze über 1500 Meter gewonnen.

Den dritten Platz belegte der aus Kenia stammende und hier für Katar startende James Kwalia.

## Bestehende Rekorde
| Weltrekord               | 12:37,35 min | Kenenisa Bekele | Hengelo, Niederlande         | 31. Mai 2004    |
| Weltmeisterschaftsrekord | 12:52,79 min | Eliud Kipchoge  | WM 2003 in Paris, Frankreich | 31. August 2003 |

Der bestehende WM-Rekord wurde bei diesen Weltmeisterschaften nicht eingestellt und nicht verbessert.
Auch im schnellsten Rennen, dem Finale mit einer Endzeit von 13:17,09 min, wurde der Weltmeisterschaftsrekord bei Weitem verfehlt. Die drei WM-Läufe von Berlin waren alle von mäßigem Tempo gekennzeichnet, die Wettbewerber suchten die Entscheidungen im Spurt.

## Doping
Der im Vorlauf ausgeschiedene Hussain Jamaan Alhamdah aus Saudi-Arabien wurde wegen Unregelmäßigkeiten in seinem Biologischen Pass zunächst für zweieinhalb Jahre gesperrt. Es kam dann jedoch zu einer Verkürzung dieser Sperre. Außerdem wurde unter anderem sein Resultat von diesen Weltmeisterschaften annulliert.

## Vorrunde
Die Vorrunde wurde in zwei Läufen durchgeführt. Die ersten fünf Athleten pro Lauf – hellblau unterlegt – sowie die darüber hinaus fünf zeitschnellsten Läufer – hellgrün unterlegt – qualifizierten sich für das Finale.
Alle über die Zeitregel für das Finale qualifizierten Teilnehmer rekrutierten sich aus dem ersten schnelleren Vorlauf.
Darüber hinaus wurde der Äthiopier Ali Abdosh für das Finale zugelassen. Er hatte im ersten Vorlauf gleich in Runde eins einen Schuh verloren und lag dadurch anfangs sechzehn Sekunden hinter dem Läuferfeld. Er kam zwar wieder heran, konnte aber in der Endphase dem harten Spurt seiner Gegner nicht mehr folgen, weil ihn die Aufholjagd zu viel Kraft gekostet hatte. Von viel Applaus begleitet erreichte er als Dreizehnter das Ziel. Die Jury sprach anschließend eine Sonderstarterlaubnis zum Finale für ihn aus, wo er dann Rang sechs belegte.

### Vorlauf 1
20. August 2009, 18:55 Uhr
| Platz | Name                   | Nation         | Zeit (min)                         |
| ----- | ---------------------- | -------------- | ---------------------------------- |
| 1     | Kenenisa Bekele        | Äthiopien      | 13:19,77                           |
| 2     | Matthew Tegenkamp      | USA            | 13:19,87                           |
| 3     | Mo Farah               | Großbritannien | 13:19,94                           |
| 4     | Vincent Kiprop Chepkok | Kenia          | 13:20,24                           |
| 5     | Jesús España           | Spanien        | 13:20,40                           |
| 6     | Chris Solinsky         | USA            | 13:20,64                           |
| 7     | Joseph Ebuya           | Kenia          | 13:22,41                           |
| 8     | Anis Selmouni          | Marokko        | 13:22,95                           |
| 9     | Teklemariam Medhin     | Eritrea        | 13:23,05                           |
| 10    | Collis Birmingham      | Australien     | 13:25,87                           |
| 11    | Saif Saaeed Shaheen    | Katar          | 13:26,35                           |
| 12    | Geofrey Kusuro         | Uganda         | 13:28,48                           |
| 13    | Ali Abdosh             | Äthiopien      | 13:36,52 für das Finale zugelassen |
| 14    | Daniele Meucci         | Italien        | 13:37,79                           |
| 15    | Etienne Bizimana       | Burundi        | 14:06,02                           |
| 16    | Yuichiro Ueno          | Japan          | 14:30,76                           |
| DNF   | Bayron Piedra          | Ecuador        |                                    |
| DNS   | Juan Luis Barrios      | Mexiko         |                                    |
| DNS   | Fabiano Joseph         | Tansania       |                                    |

Im ersten Vorlauf ausgeschiedene Läufer:

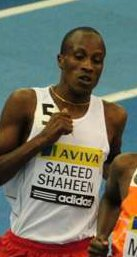
Saif Saaeed Shaheen, 2003 und 2005 Weltmeister über 3000 Meter Hindernis, Elfter in 13:26,35 min
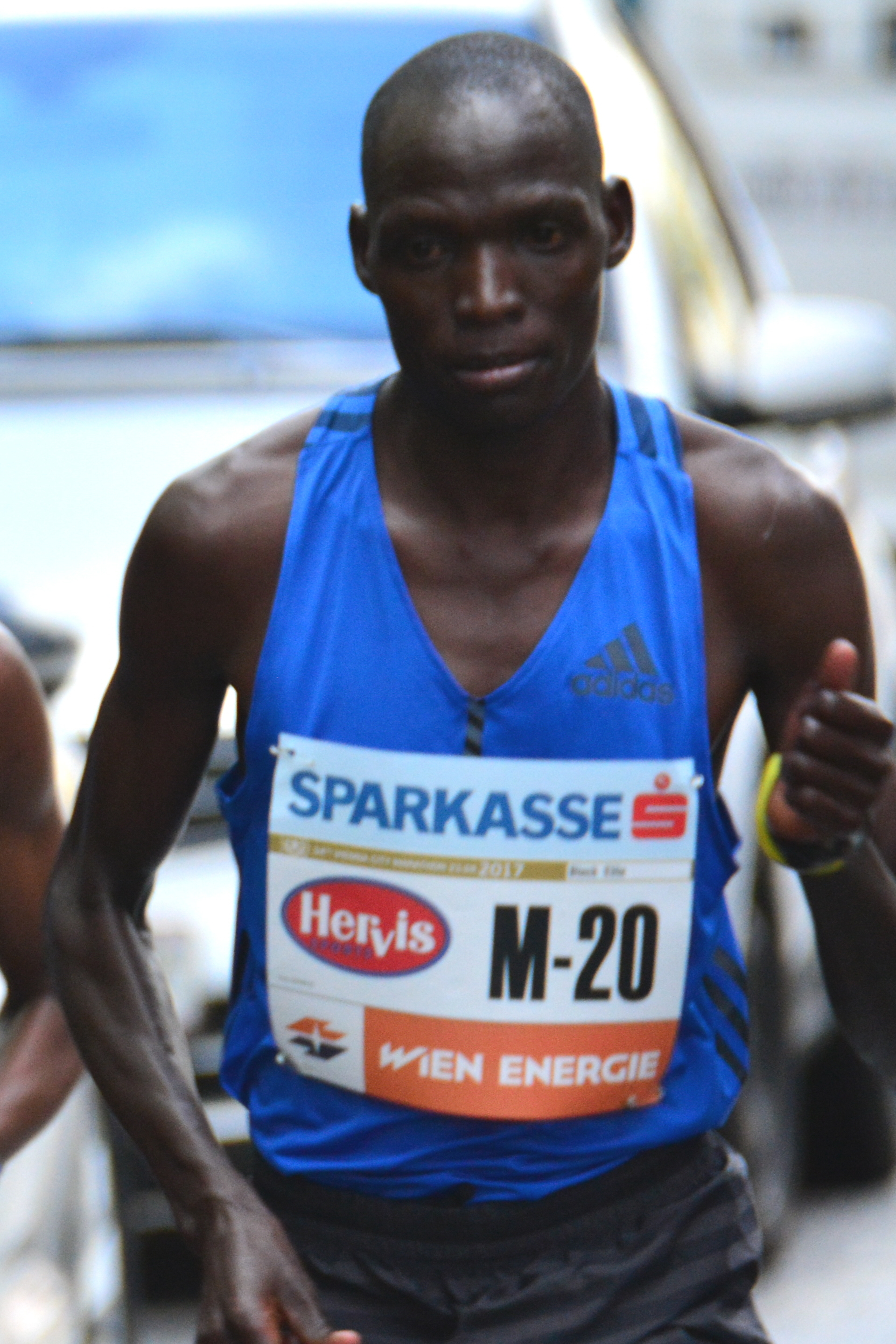
Geofrey Kusuro Zwölfter in 13:28,48 min
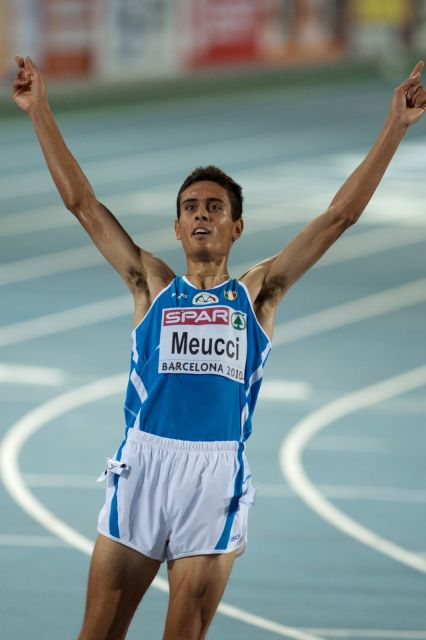
Daniele Meucci Vierzehnter in 13:37,79 min
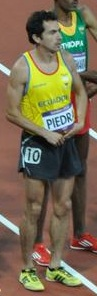
Bayron Piedra – nicht im Ziel

### Vorlauf 2

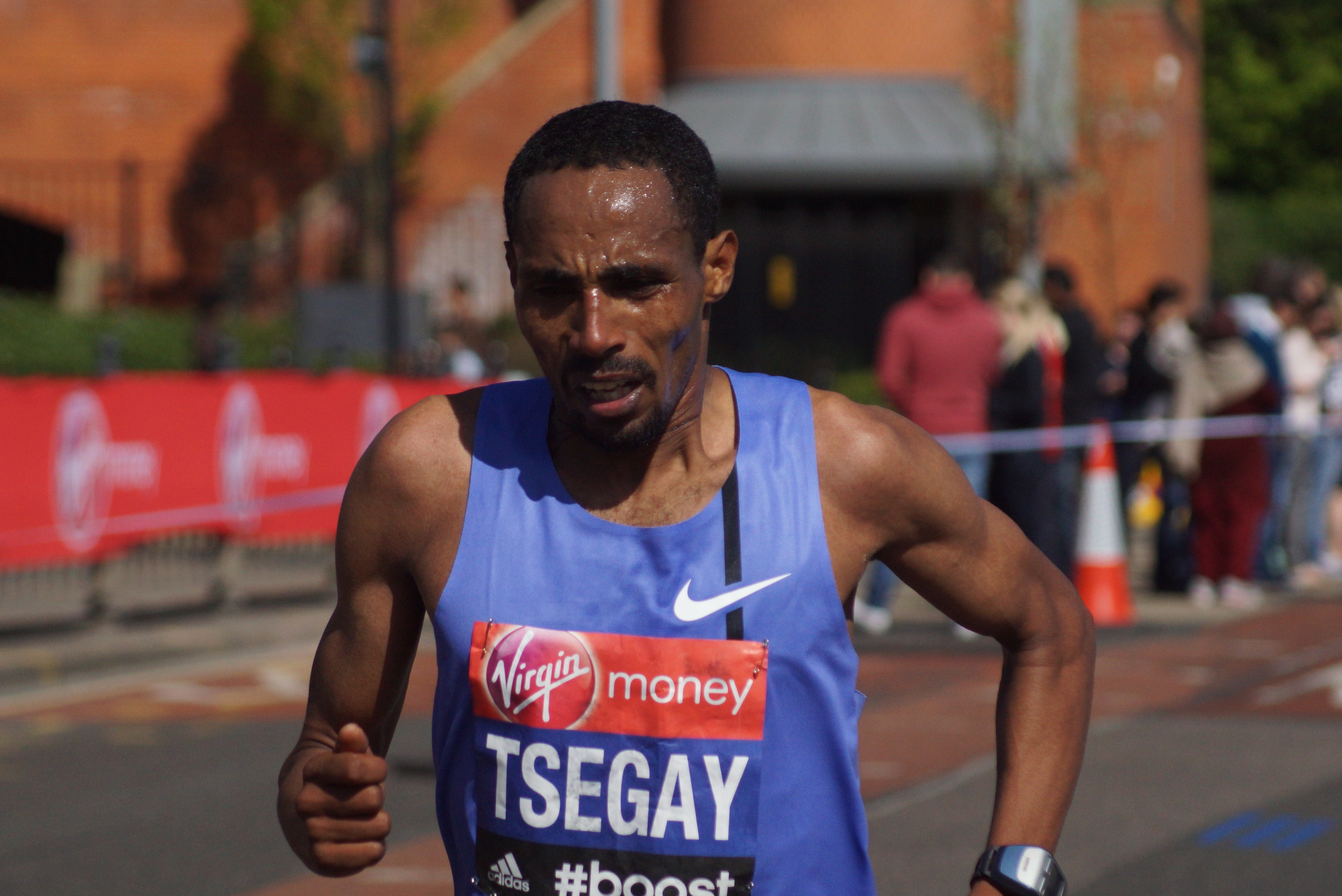
Samuel Tsegay – ausgeschieden als Siebter in 13:26,78 min
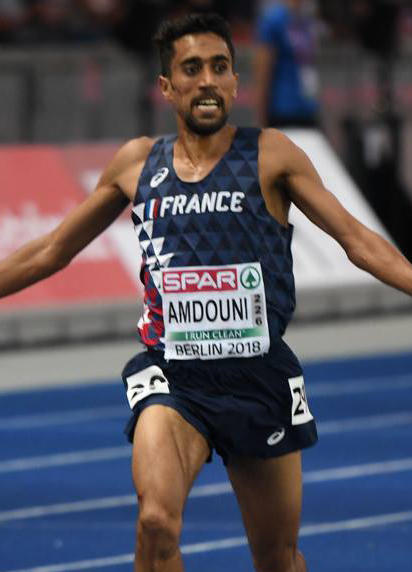
Morhad Amdouni – ausgeschieden als Achter in 13:29,64 min
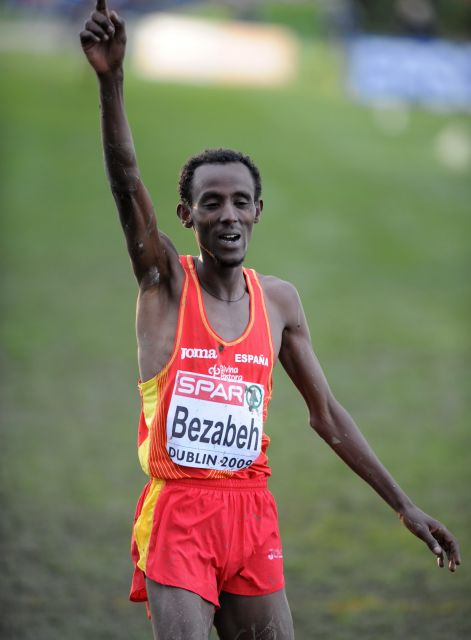
Aelemayehu Bezabeh – ausgeschieden als Zehnter in 13:33,52 min

20. August 2009, 19:15 Uhr
| Platz | Name                    | Nation        | Zeit (min) |
| ----- | ----------------------- | ------------- | ---------- |
| 1     | Moses Ndiema Kipsiro    | Uganda        | 13:22,98   |
| 2     | Eliud Kipchoge          | Kenia         | 13:23,34   |
| 3     | James Kwalia            | Katar         | 13:23,57   |
| 4     | Bernard Lagat           | USA           | 13:23,73   |
| 5     | Chakir Boujattaoui      | Marokko       | 13:23,83   |
| 6     | Bekana Daba             | Äthiopien     | 13:23,86   |
| 7     | Samuel Tsegay           | Eritrea       | 13:26,78   |
| 8     | Morhad Amdouni          | Frankreich    | 13:29,64   |
| 9     | Kidane Tadasse          | Eritrea       | 13:30,85   |
| 10    | Aelemayehu Bezabeh      | Spanien       | 13:33,52   |
| 11    | Evan Jager              | USA           | 13:39,80   |
| 12    | Alistair Ian Cragg      | Irland        | 13:46,34   |
| 13    | Arne Gabius             | Deutschland   | 13:49,13   |
| 14    | Moses Kibet             | Uganda        | 13:52,38   |
| 15    | Sergio Sánchez          | Spanien       | 13:53,51   |
| 16    | Marco Joseph            | Tansania      | 13:53,67   |
| 17    | Tonny Wamulwa           | Sambia        | 14:01,67   |
| 18    | Mohamed Ali Mohamed     | Somalia       | 14:34,62   |
| 19    | Omar Abusaid            | Palästina     | 15:14,88   |
| DOP   | Hussain Jamaan Alhamdah | Saudi-Arabien |            |

Weitere im zweiten Vorlauf ausgeschiedene Läufer:

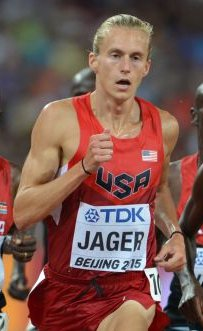
Evan Jager Rang elf in 13:39,80 min
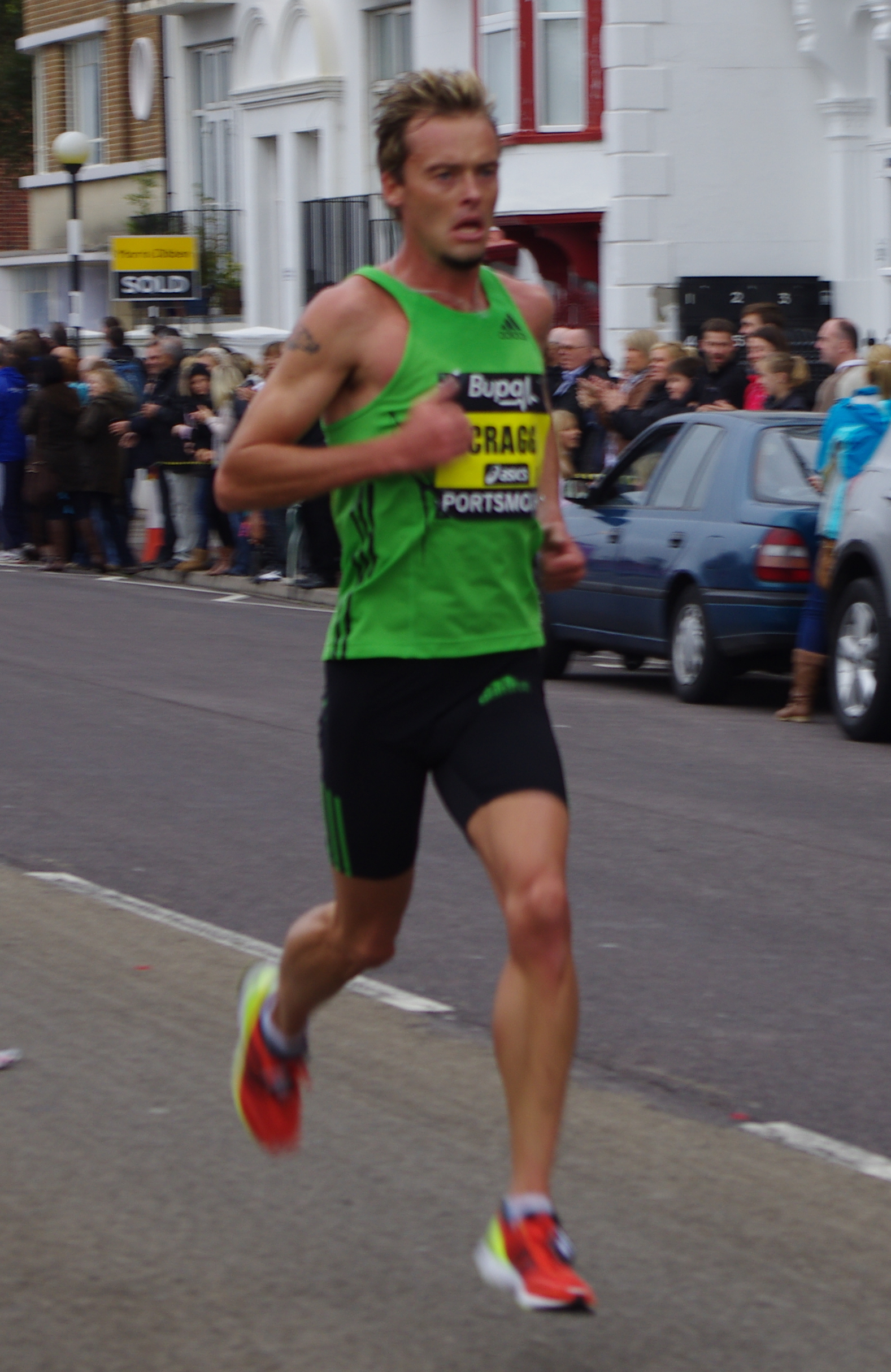
Alistair Ian Cragg Rang zwölf in 13:46,34 min
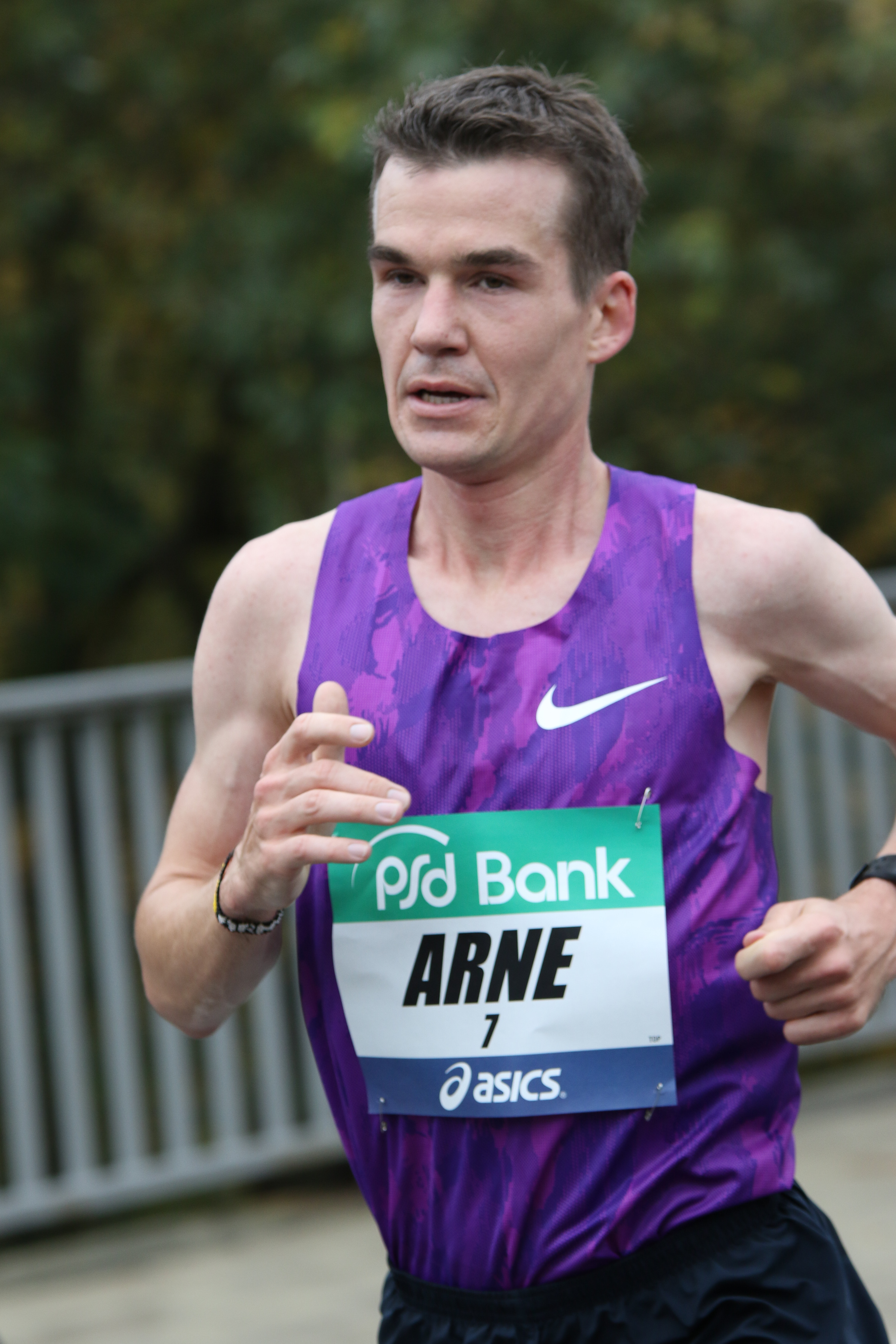
Arne Gabius Rang dreizehn in 13:49,13 min
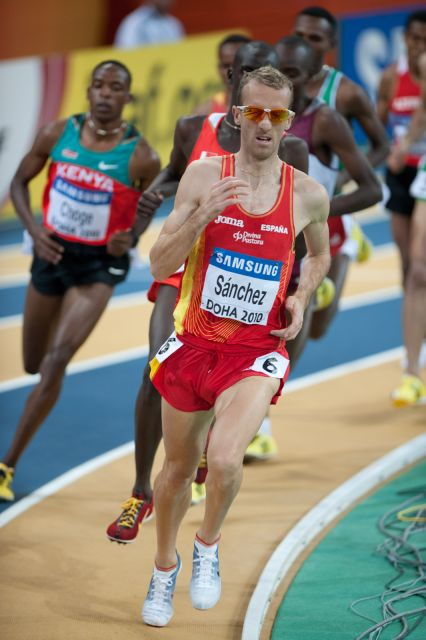
Sergio Sánchez Rang fünfzehn in 13:53,51 min

## Finale

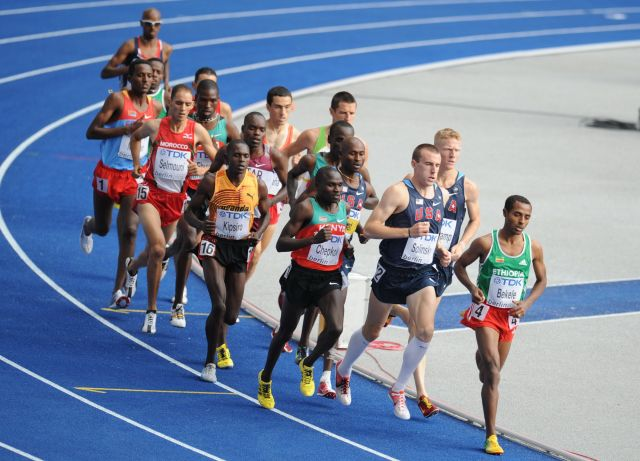
Das Feld der 5000-Meter-Läufer auf der Strecke

23. August 2009, 16:25 Uhr
| Platz | Name                   | Nation         | Zeit (min) |
| ----- | ---------------------- | -------------- | ---------- |
| 1     | Kenenisa Bekele        | Äthiopien      | 13:17,09   |
| 2     | Bernard Lagat          | USA            | 13:17,33   |
| 3     | James Kwalia           | Katar          | 13:17,78   |
| 4     | Moses Ndiema Kipsiro   | Uganda         | 13:18,11   |
| 5     | Eliud Kipchoge         | Kenia          | 13:18,95   |
| 6     | Ali Abdosh             | Äthiopien      | 13:19,11   |
| 7     | Mo Farah               | Großbritannien | 13:19,69   |
| 8     | Matthew Tegenkamp      | USA            | 13:20,23   |
| 9     | Vincent Kiprop Chepkok | Kenia          | 13:21,31   |
| 10    | Jesús España           | Spanien        | 13:22,07   |
| 11    | Chakir Boujattaoui     | Marokko        | 13:23,05   |
| 12    | Chris Solinsky         | USA            | 13:25,87   |
| 13    | Joseph Ebuya           | Kenia          | 13:39,59   |
| 14    | Anis Selmouni          | Marokko        | 13:44,59   |
| 15    | Teklemariam Medhin     | Eritrea        | 13:44,65   |
| 16    | Collis Birmingham      | Australien     | 13:55,58   |

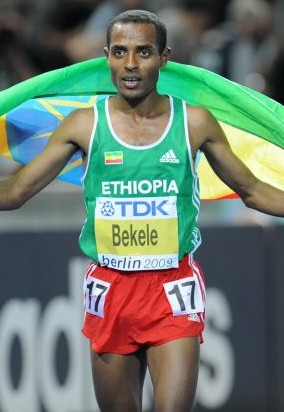
Nach vier WM-Titeln in Folge (2003 bis 2009) über 10.000 Meter wurde der Weltrekordinhaber Kenenisa Bekele zum ersten Mal Weltmeister über 5000 Meter
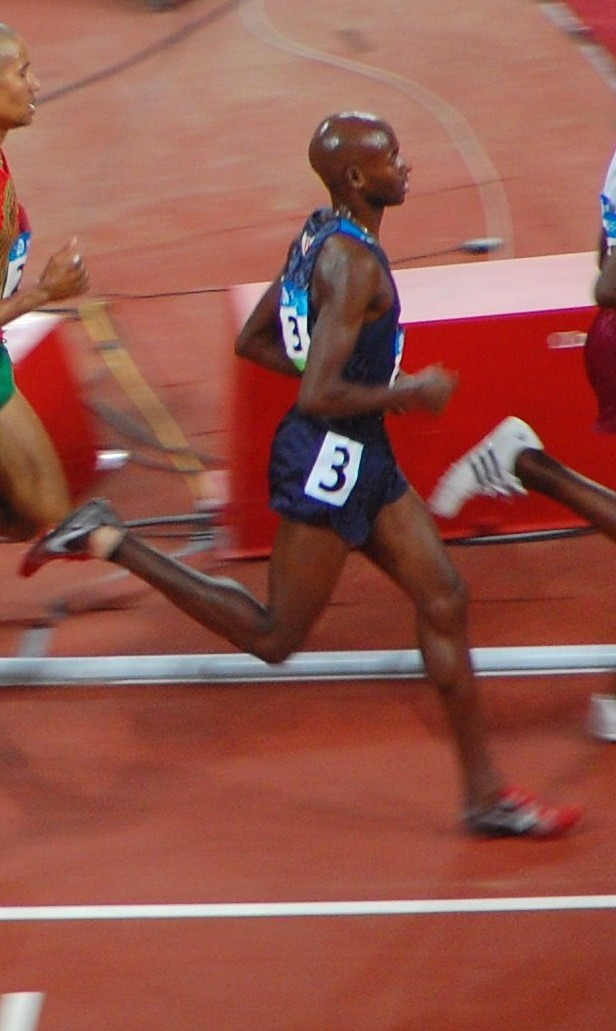
Bernard Lagat, 2007 Doppelweltmeister über 1500 und 5000 Meter und hier vier Tage zuvor Dritter über 1500 Meter, wurde Vizeweltmeister
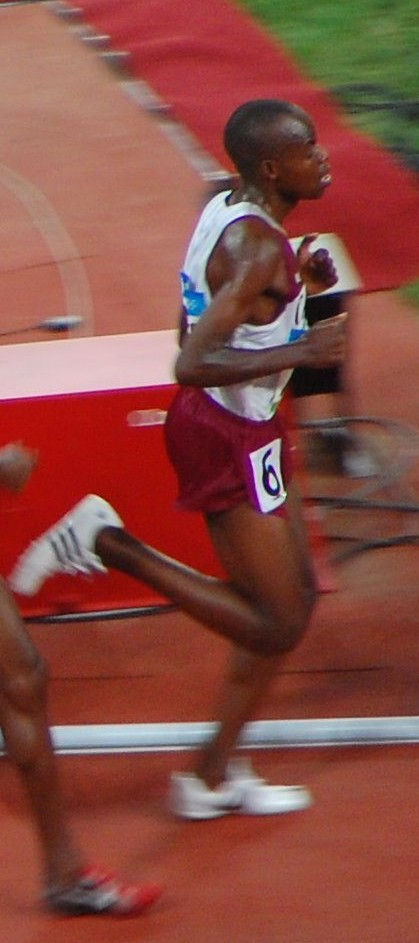
Bronzemedaillengewinner James Kwalia C’Kurui

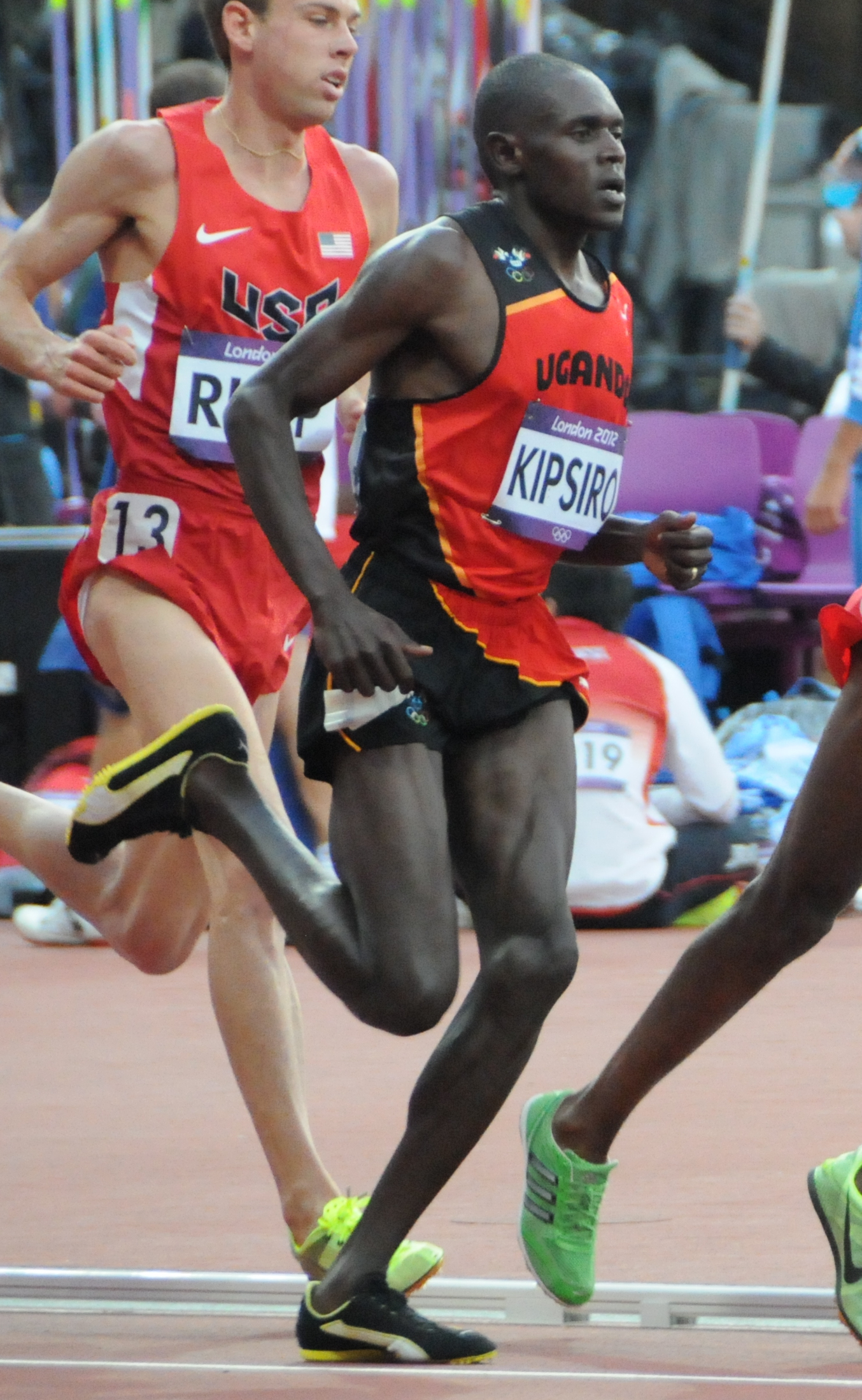
Moses Ndiema Kipsiro erreichte Platz vier
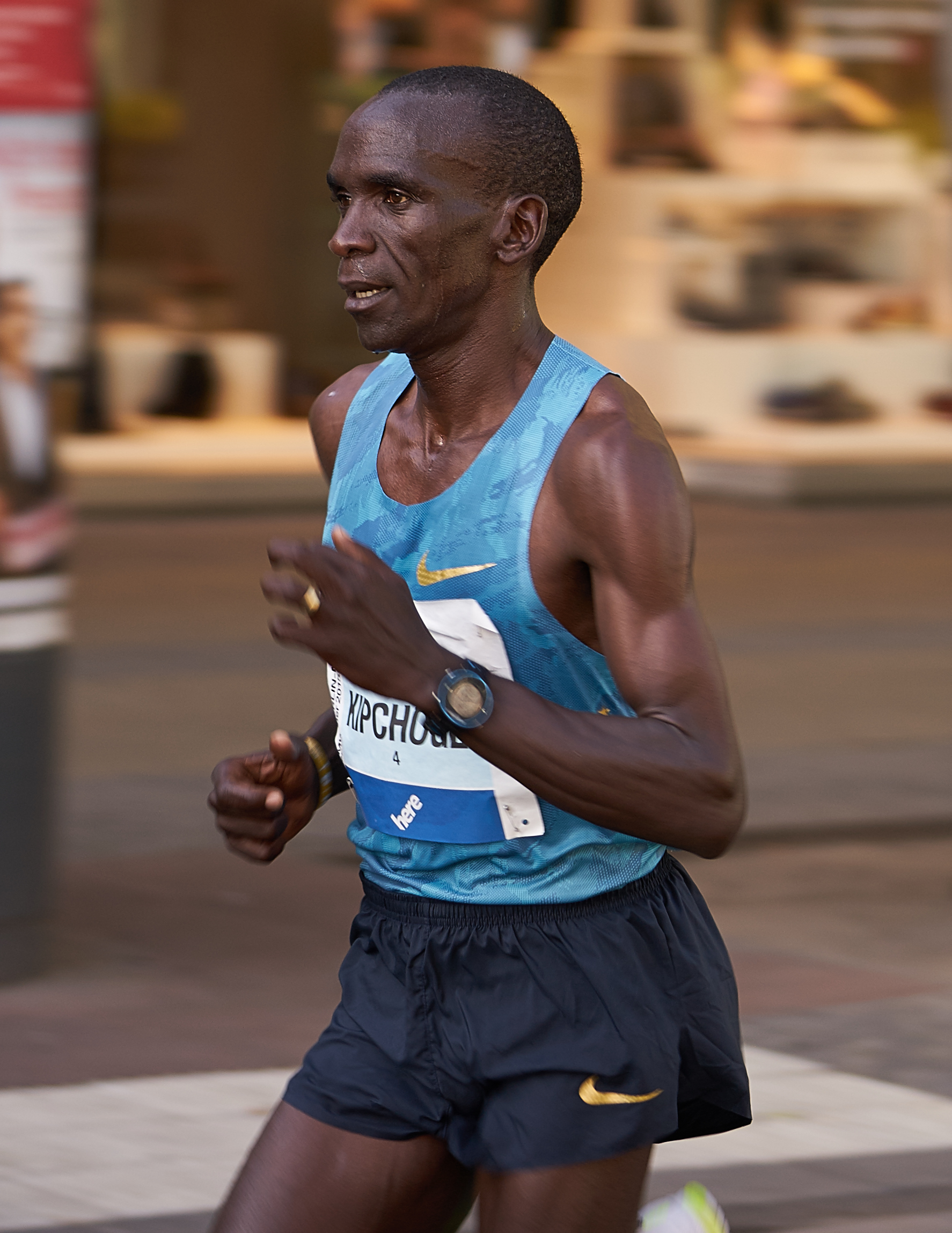
Eliud Kipchoge wurde Fünfter
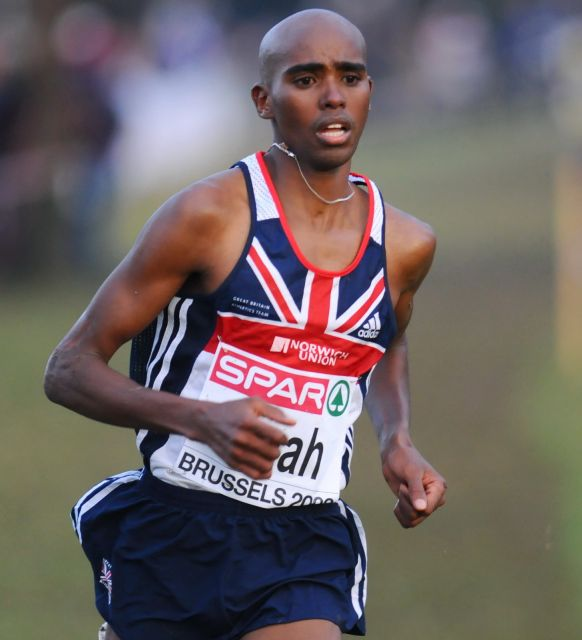
Mo Farah, in den kommenden Jahren zum dominanten Langstreckler aufgestiegen, belegte Rang sieben
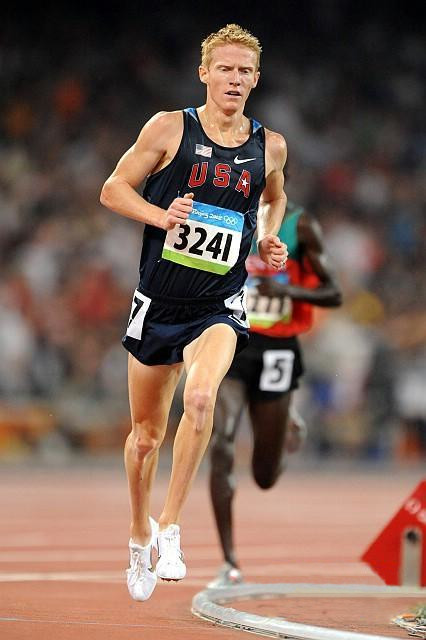
Matthew Tegenkamp kam auf den achten Platz
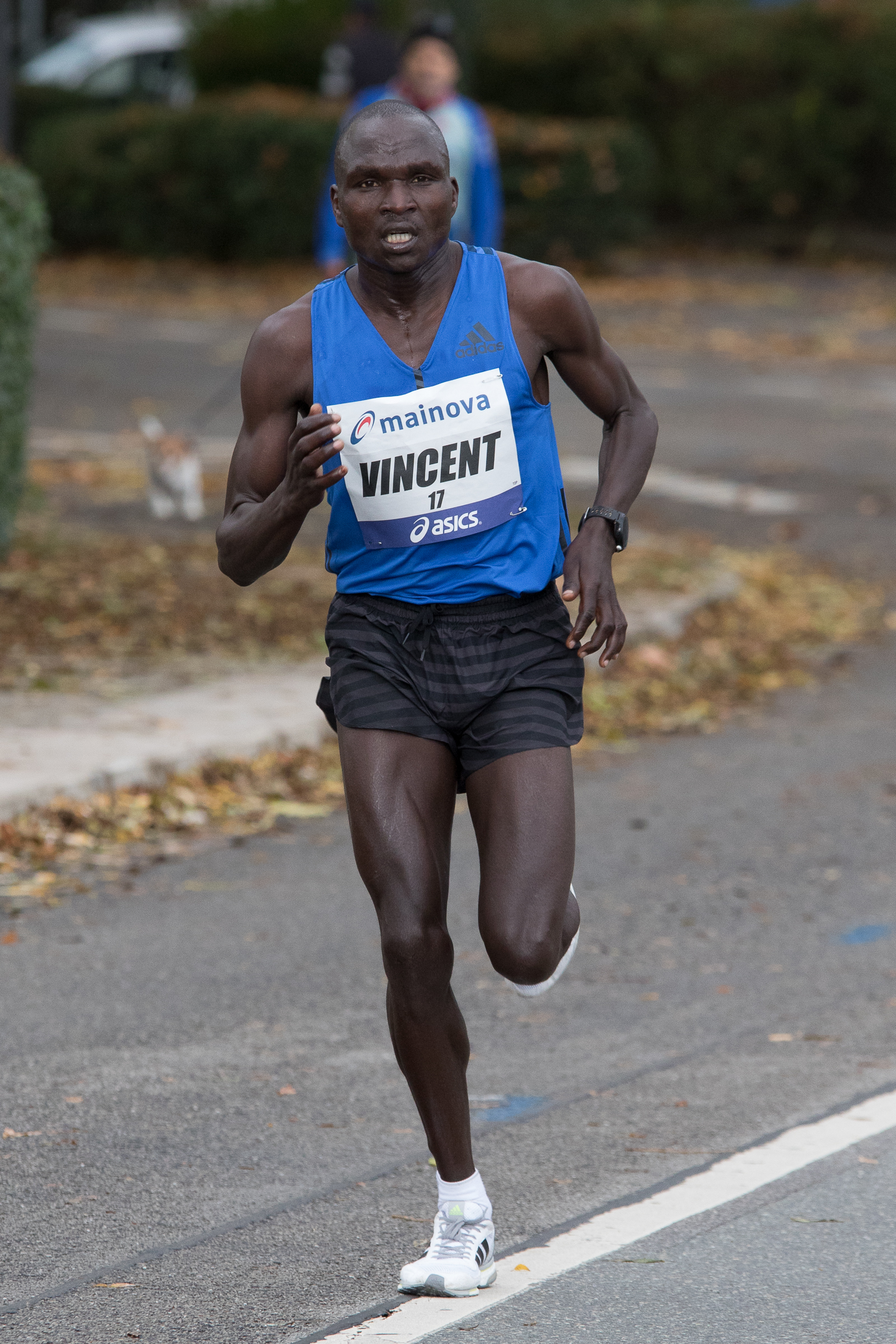
Der neuntplatzierte Vincent Kiprop Chepkok
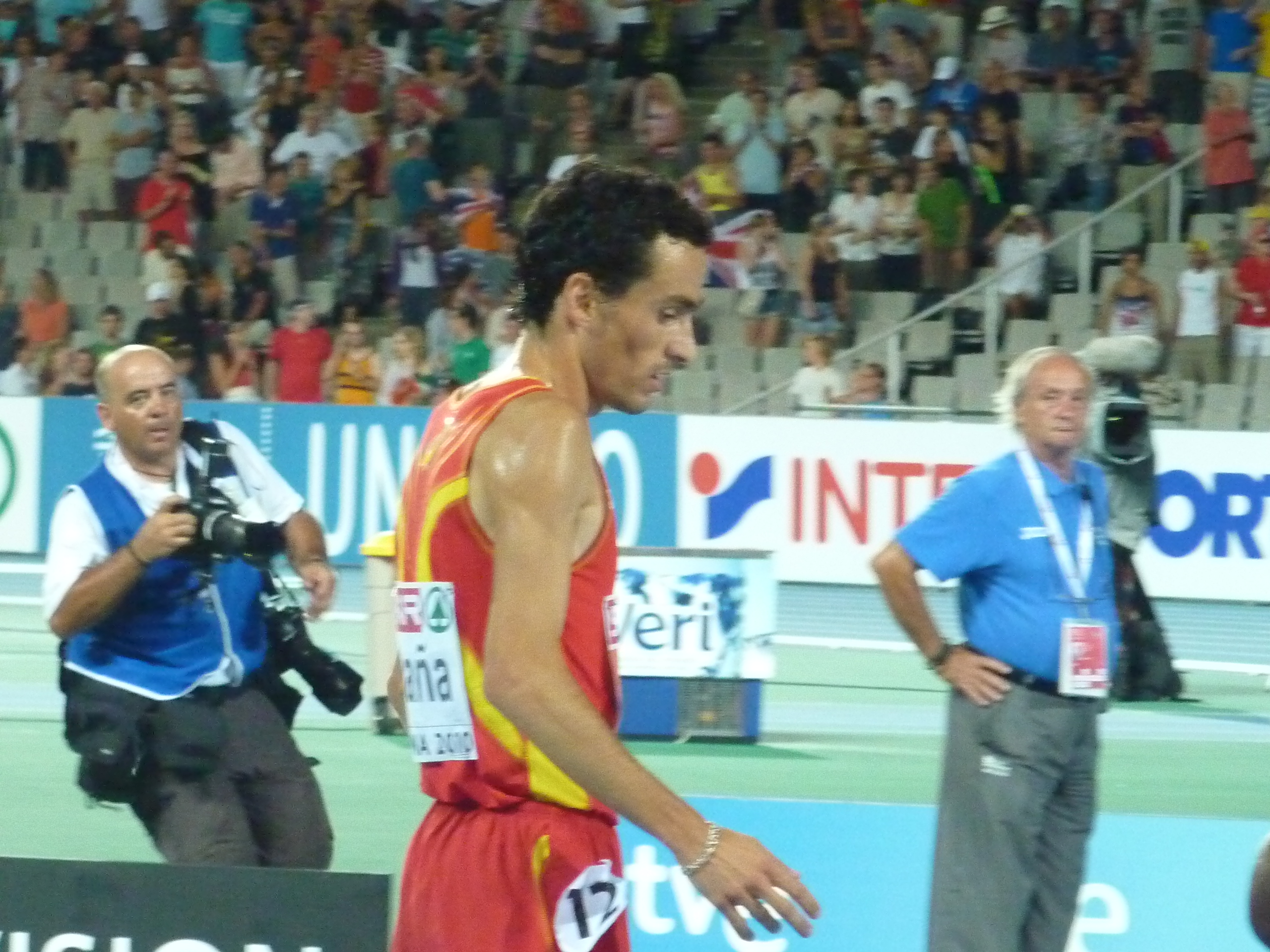
Rang zehn für Jesús España
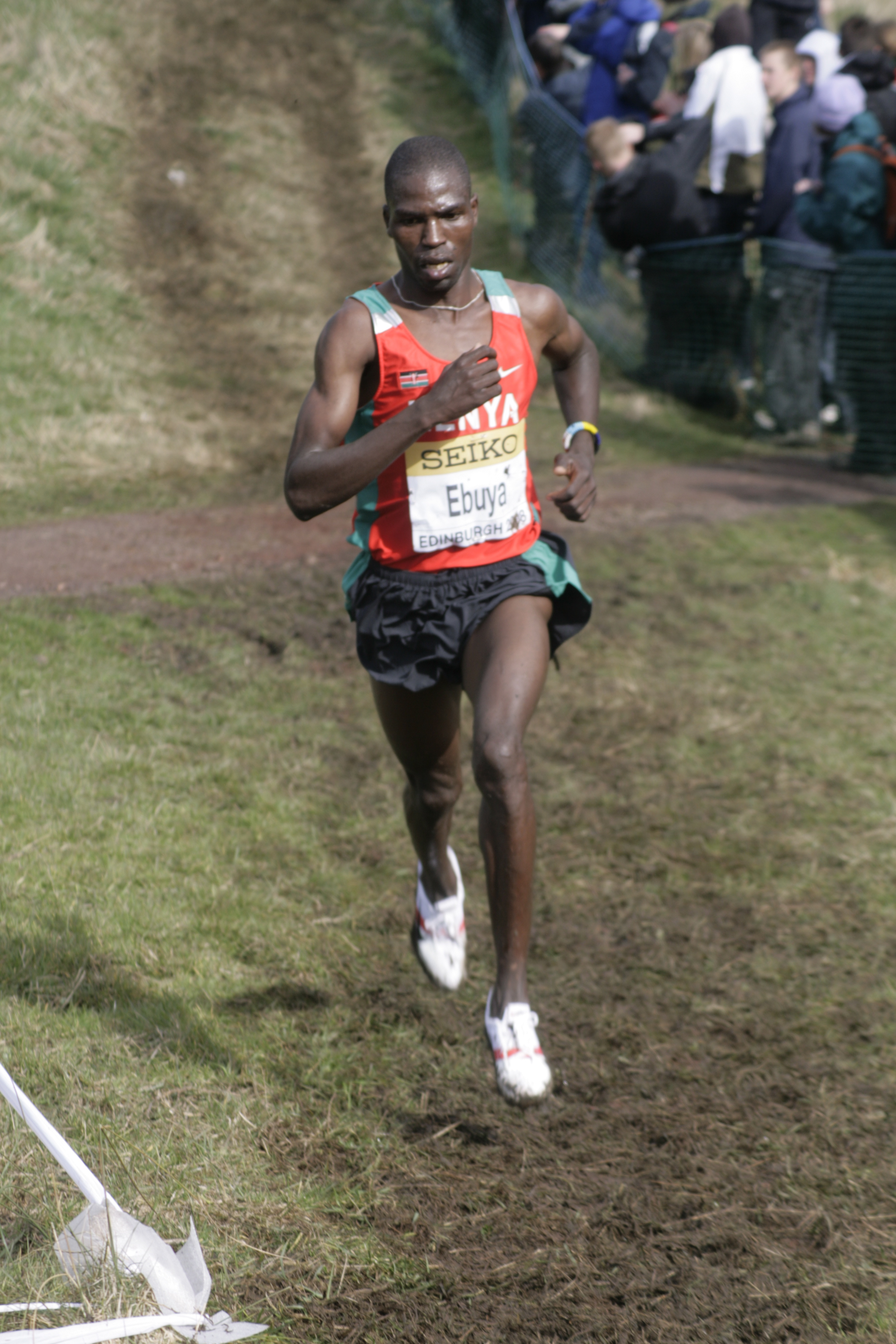
Joseph Ebuya – Platz dreizehn
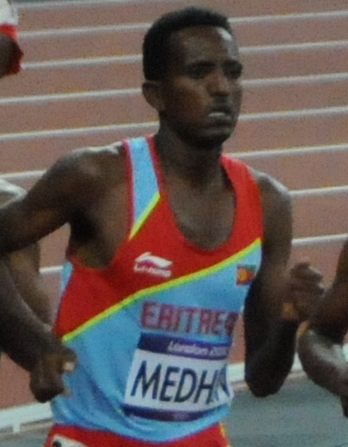
Teklemariam Medhin – Platz fünfzehn

## Video
- Mo Farah, Bekele, Kipchoge and Lagat at 5000m Berlin 2009, youtube.com, abgerufen am 20. November 2020